# Wattstax
Wattstax è un film documentario del 1973 diretto da Mel Stuart.
È tratto dall'omonimo concerto di beneficenza organizzato dalla Stax Records per commemorare il settimo anniversario dei disordini razziali di Watts del 1965. Il concerto si svolse al Los Angeles Memorial Coliseum il 20 agosto 1972, e vi si esibirono tutti i maggiori artisti sotto contratto con la Stax all'epoca. Mesi dopo, la Stax pubblicò un doppio LP con i momenti migliori del concerto, Wattstax: The Living Word. Il concerto venne filmato dalla troupe di David L. Wolper.
Venne presentato fuori concorso al Festival di Cannes 1973 e nel 1974 fu candidato ai Golden Globe per il miglior documentario.

## Produzione
Il montaggio originale di Wattstax si concludeva con due performance di Isaac Hayes che eseguiva due dei brani più famosi inclusi nel film Shaft il detective: Theme from Shaft e Soulsville. Dopo la prima del film avvenuta il 4 febbraio 1973 al Los Angeles Music Center, la Stax Films e la Wolper Films furono informate dalla Metro-Goldwyn-Mayer (MGM), casa produttrice e distributiva di Shaft il detective, che Wattstax non poteva includere l'esibizione di Hayes. Il veto della MGM circa la musica di Shaft costrinse la produzione a tagliare le due canzoni, e ne impedì la distribuzione fino al 1978.
Come risultato, Isaac Hayes fu richiamato a Los Angeles nel mezzo di un tour nei Paesi Bassi per registrare un nuovo pezzo per l'inclusione nel documentario: Rolling Down a Mountainside. Questo numero concluse l'uscita originale nelle sale di Wattstax distribuita dalla Columbia Pictures e la maggior parte delle successive proiezioni televisive e home video.
A causa delle parolacce utilizzate durante le interviste incluse, Wattstax fu classificato "R" dalla MPAA negli Stati Uniti, con il divieto di assistere al film ai minori di 17 anni non accompagnati da un adulto.
Wattstax è stato restaurato e rimasterizzato in digitale nel 2003. Nel gennaio 2004 la versione restaurata è stata proiettata al Sundance Film Festival e successivamente distribuita in DVD.

## Descrizione
La versione distribuita nel 1973 di Wattstax include, oltre alle esibizioni di Rufus Thomas, Carla Thomas, Staples Singers, Bar-Kays e molti altri; anche altre performance musicali da parte di artisti che non si erano esibiti durante il concerto originale. Le Emotions eseguono il brano gospel Peace Be Still dal pulpito della Friendly Will Baptist Church di Watts in una sequenza girata svariate settimane dopo il concerto. Johnnie Taylor esegue la sua hit del 1971 Jody's Got Your Girl and Gone sul palco del Summit Club di Los Angeles in una scena filmata il 23 settembre 1972. Little Milton esegue Walking the Streets and Crying in playback su un palco allestito vicino ai binari del treno adiacenti alle Watts Towers.
Il Reverendo Jesse Jackson fu il maestro di cerimonie del concerto. Richard Pryor appare come l'ospite del film attraverso scene interstiziali girate in un bar dopo il concerto di Wattstax. Intervallati tra le esibizioni musicali ci sono filmati documentari sui residenti di Watts che raccontano la loro vita quotidiana, le attività commerciali locali e segmenti di interviste con i Black Los Angelians. Piuttosto che essere completamente veritieri, questi segmenti presentano attori che discutono di argomenti predeterminati seguendo un copione. Tra gli attori c'è Ted Lange, che in seguito sarebbe diventato una delle star della serie televisiva Love Boat.

## Colonna sonora
In ordine di apparizione:
- Whatcha See Is Whatcha Get, eseguita da The Dramatics
- Oh La De Da, eseguita da The Staple Singers
- We the People, eseguita da The Staple Singers
- The Star-Spangled Banner, eseguita da Kim Weston
- Lift Every Voice and Sing, eseguita da Kim Weston
- Someone Greater Than I, eseguita da Jimmy Jones
- Lying on the Truth, eseguita da Rance Allen Group
- Peace Be Still, eseguita da The Emotions
- Old-Time Religion, eseguita da The Golden Thirteen: William Bell, Louise McCord, Deborah Manning, Eric Mercury, Freddie Robinson, Lee Sain, Ernie Hines, Little Sonny, The Newcomers, Eddie Floyd, The Temprees, Frederick Knight
- Respect Yourself, eseguita da The Staple Singers
- Son of Shaft/Feel It, eseguita da The Bar-Kays
- I'll Play the Blues for You, eseguita da Albert King
- Walking the Back Streets and Crying, eseguita da Little Milton
- Jody's Got Your Girl and Gone, eseguita da Johnnie Taylor
- I May Not Be What You Want, eseguita da Mel and Tim
- Pick Up the Pieces, eseguita da Carla Thomas
- The Breakdown, eseguita da Rufus Thomas
- Do the Funky Chicken, eseguita da Rufus Thomas
- (If Loving You Is Wrong) I Don't Want to Be Right, eseguita da Luther Ingram
- Theme from Shaft, eseguita da Isaac Hayes[16]
- Soulsville, eseguita da Isaac Hayes[16]